# Голышев, Георгий Иванович
Георгий Иванович Голышев (17 сентября 1915, с. Печинено, Самарская губерния, Российская империя — 24 апреля 1985, Москва) — советский воздухоплаватель, мировой рекордсмен, организатор аэрологических исследований с использованием аэростатов, радиолокационных средств, ракетного зондирования и метеоспутников, лауреат Ленинской и Сталинской премий, доктор технических наук.

## Биография
Родился 17 сентября 1915 года в деревне Печинено (ныне — Богатовский район Самарской области). В 1919 году, после смерти отца семья переехала в Москву. В 1930 году окончив 7 классов  школы Георгий поступил  в школу фабрично-заводского ученичества,  после окончания которой в 1932 году работал слесарем на Московском рентгеновском заводе. В 1934 году поступил в Воздухоплавательную школу  и был направлен на работу в Центральную воздухоплавательную группу Гражданского воздушного флота на должность пилота-инструктора,  без отрыва от основной работы учился в Центральном аэроклубе им. Чкалова овладевая специальностями- пилота и пилота-инструктора.
В 1938 году вместе с пилотами-аэронавтами Александром Крикуном и Александром Фоминым испытал в полёте вариант конструкции гондолы стратосферного аэростата в виде планера. В этом испытательном полете на высоте 5 100 метров пилот провёл отцепку планера от субстратостата и успешно спланировал к месту вылета.
В 1940 году сдав экстерном экзамены за два курса Московского института инженеров ГВФ им. К. Э. Циолковского, поступил  на третий курс заочного отделения этого института,  одновременно  работая в Аэрологической обсерватории ЦИП ГУГМС на должности старшего пилота. Член ВКП(б) с 1940 года.
13 февраля 1941 года  во время полета на стратостате в открытой гондоле совместно с пилотом Александром Фоминым достигнув высоты 12 138 метров  установил мировой рекорд высоты.  Так как полеты совершались с целью проведения научных экспериментов, Голышев приобщился к научным исследованиям.
С началом Великой Отечественной войны старший лейтенант Голышев служил командиром звена аэростатов 1-го корпуса ПВО в составе которого осуществлял противовоздушную оборону города Москвы. По ходатайству начальника ГУГМС КА, генерала Е. К. Федорова был переведён  в Главное управление гидрометслужбы РККА и назначен 4 октября 1941 года на должность начальника недавно созданной Центральной аэрологической обсерватории (ЦАО).
В 1943 году впервые в мировой практике  совместно с В. В. Костаревым разработал и внедрил в процесс аэрологических наблюдений - радиолокационный метод измерения ветра, а также  разработал и внедрил в практику метод зондирования атмосферы с помощью привязных аэростатов, для аэрологического обслуживания войск ПВО.
11 августа 1945 года вместе с Порфирием Полосухиным на аэростате «СССР ВР-79» совершил первый в послевоенный период высотный полёт и достигли высоты 11 451 м. Полёт был испытательным и по специальному заданию — на высоте 10 436 м корзину аэростата покинул парашютист-испытатель подполковник Наби Аминтаев. Не раскрывая парашюта, он пролетел 150 секунд, и только за 11 секунд до успешного приземления раскрыл парашют на высоте 710 м.
В январе 1946 года ЦАО была передана из военного ведомства в подчинение Главному управлению гидрометслужбы при Совете Министров СССР, а капитан Голышев (уволенный в запас) был назначен её гражданским директором. Руководя обсерваторией Голышев создал из неё мощную научно-исследовательскую базу. В 1946—1949 гг. под руководством Голышева была разработана система автоматических аэростатов, для измерения потоков космических лучей в стратосфере, а в так же состава воздуха на больших высотах. За эту работу группа академика С. Н. Вернова, в том числе и Голышев, удостоились Сталинской премии СССР.
Совместно с В. А. Путохиным, Голышев был инициатором создания первой в мире метеорологической ракетной системы МР-1, а затем М-100Б, МР-12 и ММР-06. На базе этих ракет была создана сеть наземных и корабельных станций ракетного зондирования атмосферы. В начале 1950-х годов Голышев становится одним из инициаторов создания системы радиозондирования атмосферы «Метеор-МРЗ», которой была оснащена сеть аэрологических станций. В 1956 году в Геофизическом институте АН  защитил диссертацию «кандидата технических наук». В 1957—1958 гг. по  инициативе Голышева и при его непосредственном участии впервые в мире были осуществлены зондирования атмосферы с помощью метеорологических ракет с борта дизель-электрохода «Обь» во время 3-й Морской антарктической экспедиции, в результате чего был получен уникальный материал о структуре и динамических процессах на высотах 45 километров в Южном полушарии, а также обнаружен факт вторжения циркуляционных процессов летнего Южного полушария в зимнее Северное.
В 1960 году Голышев был  переведен  в Институт прикладной геофизики, где занимал должности старшего научного сотрудника, а затем, заместителя директора Института по научной работе. В 1963 году назначается на должность заместителя начальника Главного управления гидрометслужбы при Совете Министров СССР, на этом посту он осуществил ряд важных мероприятий связанных с дальнейшим развитием и укреплением  гидрометслужбы страны, а так же принял деятельное участие в создании системы метеорологических искусственных спутников Земли для дистанционного зондирования атмосферы и земной поверхности из космоса, за что в 1970 году был удостоен Ленинской премии.
В августе 1970 года Голышев возвращается в ЦАО на должность её директора.  в 1971 году — защитил диссертацию на соискание степени «доктор технических наук». Важным достижением коллектива обсерватории 1970-х годов является система автоматической обработки данных радиозондирования с помощью комплекса ОКА-3 на целом ряде станций аэрологической сети.  Следующим крупным шагом в совершенствовании системы радиозондирования явилась разработка новой системы радиозондирования АВК-1-МРЗ. С его помощью производится автономная автоматизированная обработка данных радиозондирования непосредственно на аэрологических станциях вплоть до выдачи стандартных аэрологических телеграмм с дальнейшей передачей подготовленных данных в центры сбора информации.
Г.И. Голышев являясь профессиональным пилотом-аэронавтом 1-го класса имел налёт на свободных аэростатах разных классов около 2000 часов.
Умер 24 апреля 1985 года, его прах захоронен на Ваганьковском кладбище города Москвы.

## Награды
- два ордена Трудового Красного Знамени[3]
- орден «Знак Почёта» (19.06.1943)[6]
  - медали в том числе:
  - «За боевые заслуги» (30.04.1945)[7][8]
  - «За трудовую доблесть»[3]
  - «За оборону Москвы» (16.08.1944)[9]
  - «За Победу над Германией в Великой Отечественной войне 1941—1945 гг.» (28.07.1945)[10]
  - «Ветеран труда»[3]

Премии
- Ленинская премия (1970)[3].
- Сталинская премия второй степени (1948)[3].